# Johann Christian Brandes
Johann Christian Brandes, född den 15 november 1735 i Stettin, död den 10 november 1799 i Berlin, var en tysk skådespelare och dramatisk författare. Han var gift med Esther Charlotte Brandes och far till Minna Brandes.
Brandes författade en mängd skådespel och komedier, bland annat den första tyska melodramen, Ariadne på Naxos, med musik av Benda och Reichardt ("Ariadne på Naxos", många gånger uppförd i Stockholm). Hans dramatiska verk utkom 1790–1791.